# Reboot〜あきらめない詩〜/流れ星
「reboot〜あきらめない詩〜／流れ星」（リブート あきらめないうた / ながれぼし）は、flumpoolのメジャー4枚目のシングル。前作より3カ月ぶりのシングル。

## 解説
- 初回生産分には特典DVD「大山田源次郎の桜丘動画劇場 -2010 水無月-」が、通常盤は期間限定特典として「『ハイドレンジア (Live at C.C.Lemon Hall)』カラースリーブ歌詞カード付着うたフル!」が同梱される。
- 通常盤の期間限定特典の楽曲「ハイドレンジア」は、インディーズ時代のものである。

## 収録曲

### CD
1. reboot 〜あきらめない詩〜
作詞：山村隆太、作曲：阪井一生、編曲：玉井健二、百田留衣
日本テレビ系列・南アフリカ2010サポートソング
山村隆太がツアー中に書いた曲で、『イントロから壮大な歌』をコンセプトに制作した曲。
歌詞は、山村がポリープを抱えながらも悩みぬき考えだされた。
2. 流れ星
作詞：山村隆太、作曲：阪井一生、編曲：玉井健二、百田留衣
2010年の「flumpool tour 2010『What's flumpool!? 〜Love＆Piiiiss Kids Show!!〜』」にて先行披露された楽曲。
3. Calling (LIVE at C.C.Lemon Hall)
作詞：山村隆太、作曲：阪井一生、編曲：玉井健二、百田留衣
4. reboot 〜あきらめない詩〜 (Instrumental)
5. 流れ星 (Instrumental)

### 初回生産分同梱DVD
- 阪井一生扮する大山田源次郎が内容紹介をする動画集。

1. Documentary Digest：SCHOOL OF LOCK!×flumpool "days at Osafune Junior Hi 2010.3.15"
2. Documentary : a day at C.C.Lemon Hall 2010.4.29
3. Music Clip ：「流れ星」 (with thousands of smiles)